# Улльріх Діснер
Улльріх Діснер (нім. Ullrich Dießner, 27 грудня 1954) — німецький академічний веслувальник.
Олімпійський чемпіон 1980 року в складі розпашної четвірки зі стерновим, срібний призер 1976 року в складі розпашної четвірки зі стерновим.
Чемпіон світу 1974 (розпашні четвірки зі стерновим), 1977 (розпашні четвірки зі стерновим), 1978 (розпашні четвірки зі стерновим), 1979 (розпашні четвірки зі стерновим), 1982 (розпашні четвірки зі стерновим), 1983 (розпашні двійки зі стерновим) років, срібний призер 1975 року в складі розпашної четвірки зі стерновим.
Срібний призер ігор Дружба-84 в складі розпашної четвірки без стернового.